# アドリアーン・デ・フリース

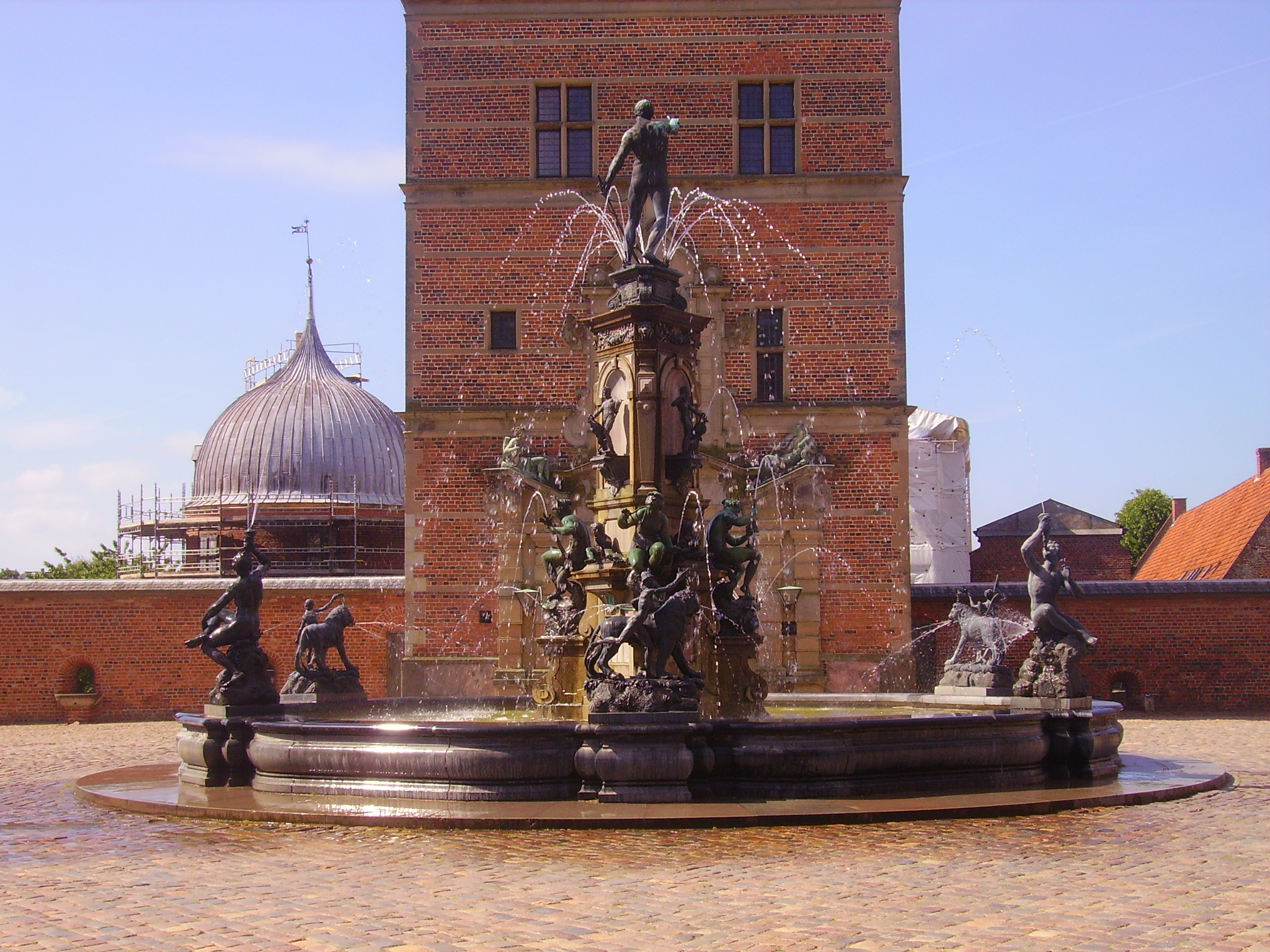
デンマーク、フレデリクスボー城の庭園の噴水 (1624)

アドリアーン・デ・フリース（Adriaen de Vries、1545年頃または1556年頃生まれ 、1626年没）は、オランダ生まれの彫刻家である。イタリアではアドリアーノ・フィアミンゴ（Adriano Fiammingo、フランドルのアドリアーノ）と呼ばれた。イタリア各地やプラハなどで働き、神聖ローマ皇帝ルドルフ2世の宮廷彫刻家にも任じられた。

## 略歴
公文書による記録はないが1556年頃デン・ハーグの生まれとされている。父親はいくつかの邸と薬草園を所有する薬剤師で市会議員も務めた人物とされている。少年時代にハーグからデルフトに移り、彫刻家のウィレム・ダニエルスゾーン・ファン・テトロデ（Willem Danielsz van Tetrode: c.1525-1588）の工房に入ったとされる
イタリアに移った時期も不明であるが1581年頃には、フィレンツェで彫刻家のジャンボローニャ（1529-1608）の工房で他のオランダの芸術家と働いた。1586年の春にミラノに移り、ポンペオ・レオーニ(c.1531-1608)の助手として招かれた。レオーニとスペイン、エル・エスコリアル修道院の祭壇彫刻の仕事に参加した。その後1587年後半から1588年初めはトリノでサヴォイア公カルロ・エマヌエーレ1世のために働いた後、プラハに向かい、1589年7月にプラハに着くと、1594年まで滞在し、皇帝ルドルフ2世のために働いた。
1594年8月に父親が亡くなったためにハーグに戻り、1895年にはイタリアを旅し古代の彫像のいくつかの蝋モデルを集めた。アウグスブルクの市議会からの2つの噴水の注文を受けて建設し評判となり、デンマーク王はフレデリクスボー城の庭園に同様の噴水建設の注文をした。
再びルドルフ2世にプラハに招かれ、1601年5月に宮廷彫刻家（Kammerbildhauer）の称号を授けられた。1612年にルドルフが亡くなり、宮廷がウィーンに移った後もデ・フリースはプラハに留まった。晩年はリヒテンシュタイン公カール1世の注文の仕事をし、1626年にプラハで亡くなった。

## 作品

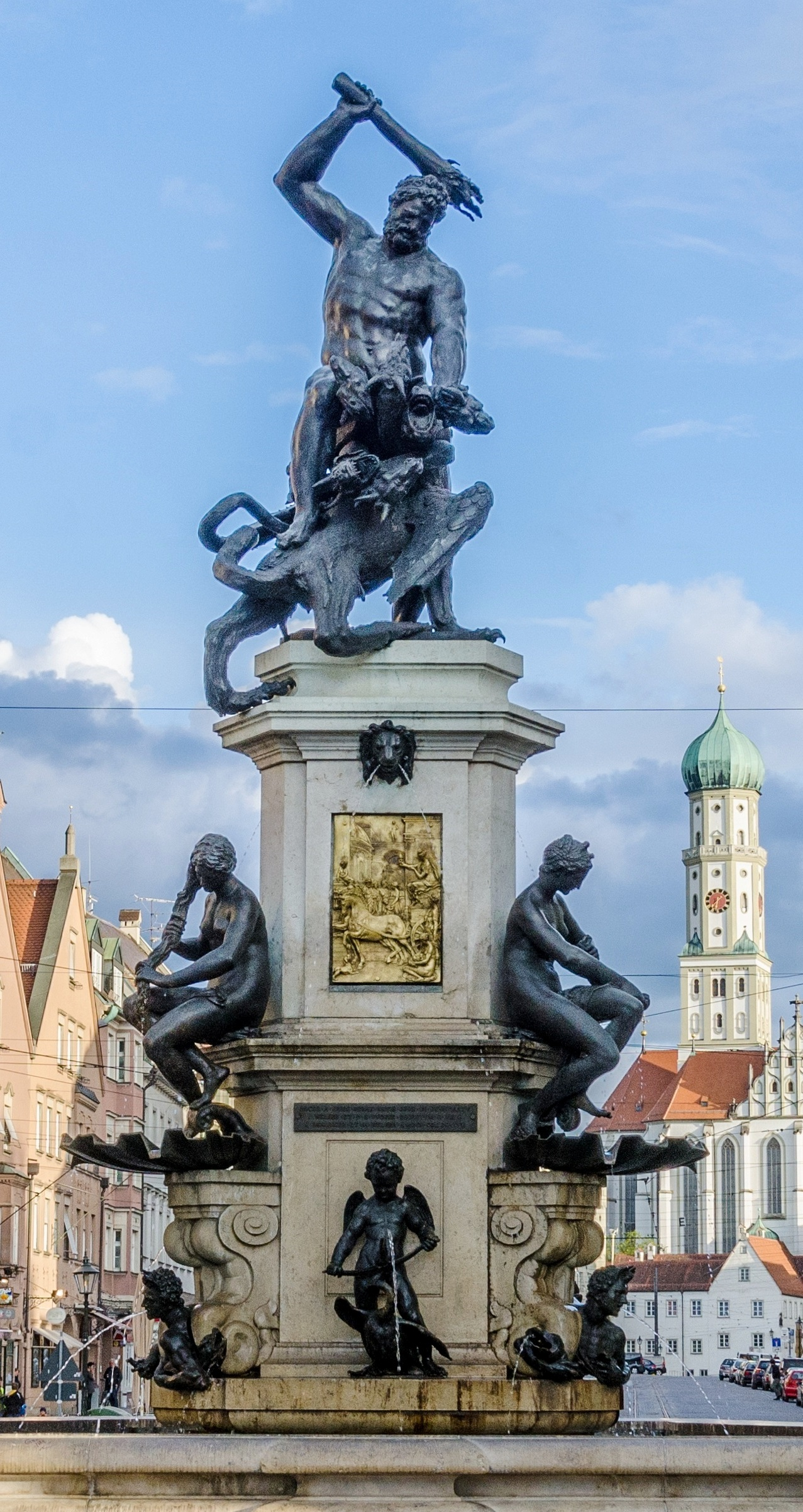
アウグスブルクのヘラクレスの噴水
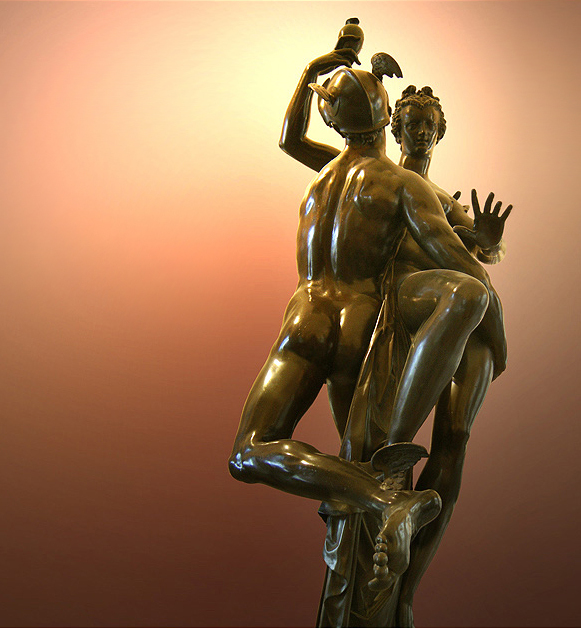
メルキュールとプシュケ ルーブル美術館
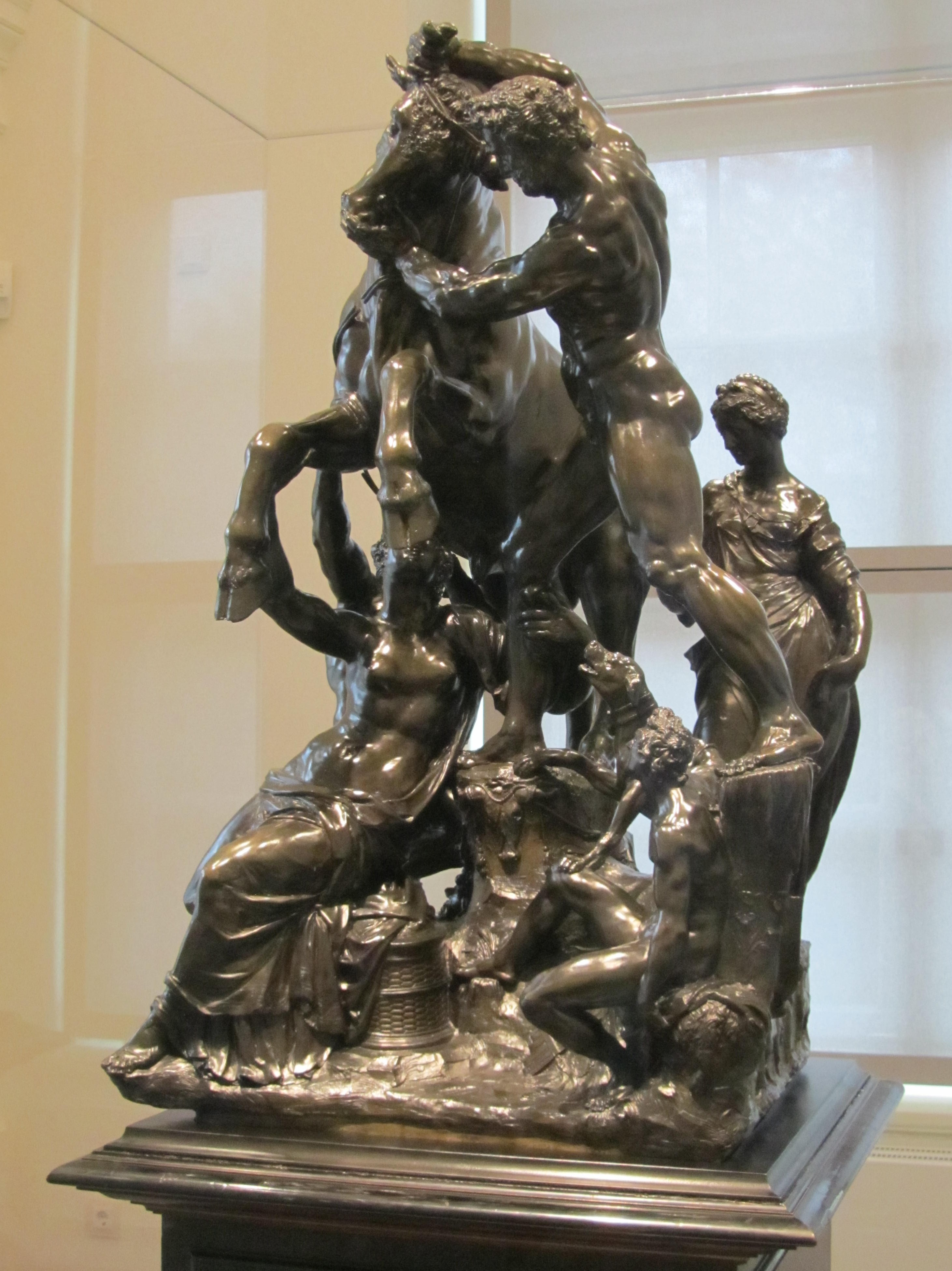
ファルネーゼ家の雄牛　(1614年) Herzoglichen Museum Gotha
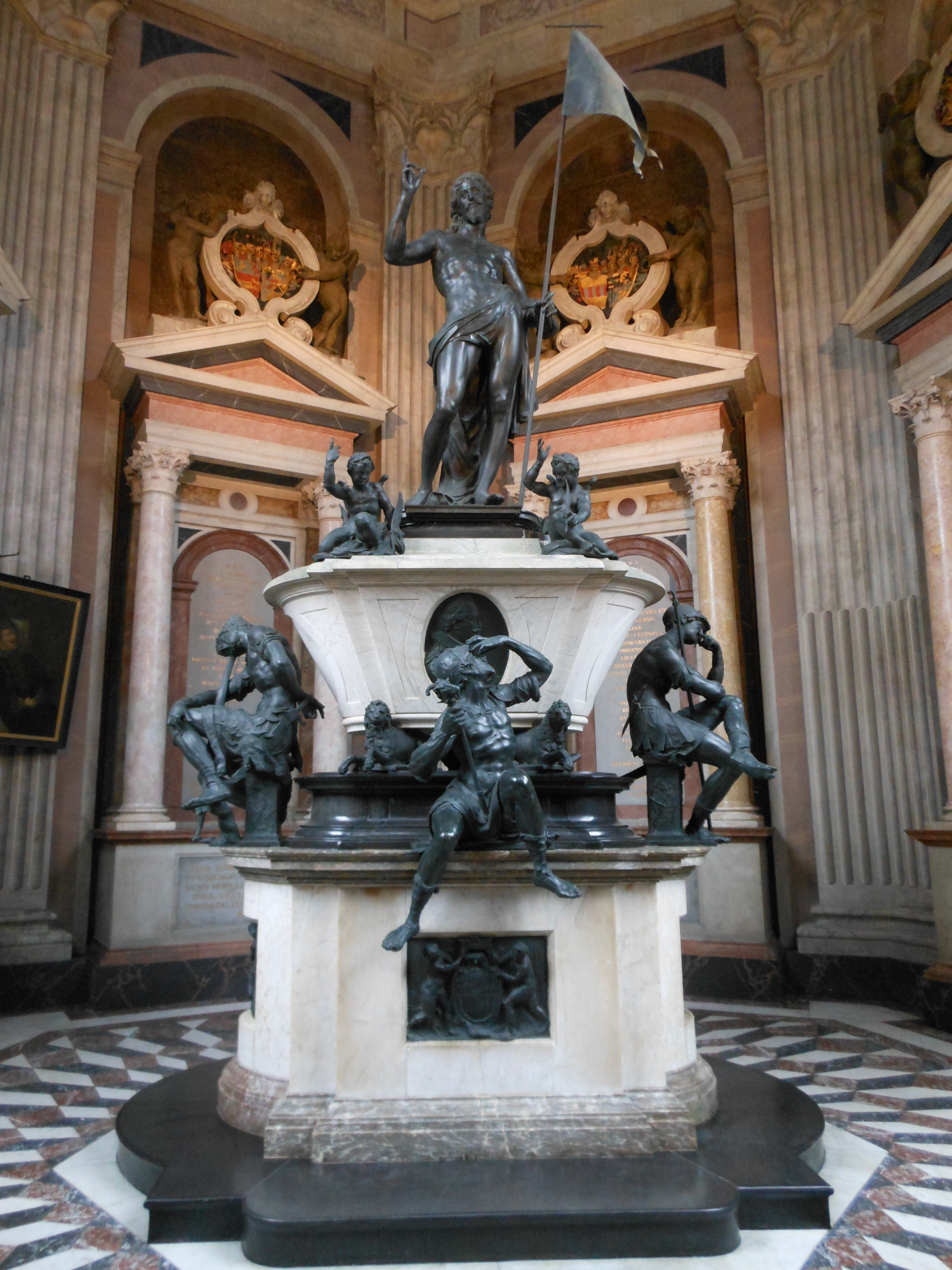
シュタットハーゲンの王子廟（Fürstliches Mausoleum）の彫刻